# گیلز اشنیپ
گیلز اشنیپ، (به فرانسوی: Gilles Schnepp) (زاده ۱۶ اکتبر ۱۹۵۸) کارآفرین، بازرگان و مدیر ارشد اجرایی فرانسوی است، که اکنون به‌عنوان مدیر عامل اجرایی و رییس هیئت مدیره شرکت لوگران فعالیت می‌نماید. وی از اعضای هیئت مدیره شرکت‌های سن-گوبن و ویندل می‌باشد.